# Prépodobny Zosime
Le Prépodobny Zossime (en russe : Преподобный Зосима) ou Zossime de Tobolsk ou  Zossime Verkhovski (son nom séculier était Zakharie Vassilievitch), né le 24 mars 1768 dans le village de Boulovitsa du gouvernement de Smolensk et mort le 24 octobre 1833 à l'ermitage de la Trinité-de-l'Hodigitria ou ermitage de Zossime, est un skhimonakhe devenu prépodobny, auteur d'ouvrages de spiritualité, fondateur de deux couvents pour femmes dont celui de l'ermitage de la Trinité-de-l'Hodigitria.
L'Église orthodoxe russe l'a canonisé et inscrit dans la liste des saints lors du concile des évêques du 8 octobre 2004. Il est honoré comme prépodobny, c'est-à-dire vénérable.
Le critique Leonid Grossman considère que Zossime de Tobolsk pourrait être le prototype du starets Zosime du roman de Fiodor Dostoïevski,Les Frères Karamazov.